# العراقيون في فنلندا
العراقيون في فنلندا هم مهاجرون من العراق يقيمون في فنلندا. كان عددهم 32778 في عام 2017، مما يجعلهم رابع أكبر مجموعة من المهاجرين في فنلندا بعد الروس، الإستونيين والسويديين.وهم أيضا مجموعة المهاجرين الأسرع نموا.